# Roda Ahmed
Roda Ahmed (født i april 1981) er en norsk forfatter.
Ahmed har studeret i Trondheim, og er bosat i New York. Ahmed udgav i 2008 sin debutroman Forberedelsen på Gyldendal Norsk Forlag